# Joker Merida/2012
Deze pagina geeft een overzicht van de Joker Merida-wielerploeg in 2012.

## Algemeen
Algemeen manager: Birger Hungerholdt
Ploegleiders: Helge-Christoffer Haugstad, Stig Kristensen, Anders Linnestad, Gino van Oudehove
Fietsmerk: Merida

## Renners
| Naam                      | Geboortedatum | Nationaliteit | Ploeg 2011      |
| ------------------------- | ------------- | ------------- | --------------- |
| Reidar Borgersen          | 10-04-1980    | Noorwegen     |                 |
| Vegard Breen              | 08-02-1990    | Noorwegen     |                 |
| Vegard Robinson Bugge     | 07-12-1989    | Noorwegen     |                 |
| Audun Brekke Fløtten      | 20-08-1990    | Noorwegen     | Ringeriks-Kraft |
| Adrian Gjølberg           | 23-02-1989    | Noorwegen     |                 |
| Daniel Slåtto Gomnes      | 21-06-1991    | Noorwegen     | Ringeriks-Kraft |
| Eirik Kasa Jarlseth       | 17-08-1990    | Noorwegen     | Ringeriks-Kraft |
| Christer Jensen           | 19-02-1990    | Noorwegen     |                 |
| Mats Lohne                | 23-10-1990    | Noorwegen     |                 |
| Christer Rake             | 19-03-1987    | Noorwegen     |                 |
| Stian Remme               | 04-06-1982    | Noorwegen     |                 |
| Kristoffer Skjerping      | 05-08-1988    | Noorwegen     | Neoprof         |
| Sondre Gjerdevik Sørtveit | 15-08-1988    | Noorwegen     |                 |
| Svein Erik Vold           | 31-10-1985    | Noorwegen     |                 |

## Belangrijke overwinningen
| La Côte Picarde Vegard Breen | Noors kampioenschap tijdrijden, elite Reidar Borgersen |  |